# Пять тысяч сирийских фунтов
Пять тысяч сирийских фунтов — банкнота самого большого номинала Сирии.

## История
Печать банкнот была начата в 2019 году. Они поступили в обращение 24 января 2021 года. Основная причина выпуска купюр данного номинала заключалась в том, чтобы упростить платежи и снизить затраты на печать и хранение денег.

## Дизайн
Основной фон аверса и реверса банкноты образован квадратными геометрическими узорами, которые повторяются также на краях банкноты.

### Аверс
На аверсе банкноты в центре изображён солдат, отдающий честь. Справа от него находится флаг Сирии. В левом нижнем углу указан номинал банкноты, который дублируется в верхнем правом углу цифрами и прописью на арабском языке. В верхней части банкноты находится надпись на арабском языке «Центральный Сирийский банк». Чуть ниже надписи расположены подписи министра экономики и начальника банка Сирии. Под ними находятся даты выпуска банкноты по исламскому и григорианскому календарям.

### Реверс
На реверсе банкноты в левом верхнем углу указано название банка-эмитента на английском языке — «Central Bank of Syria». Чуть правее в вертикальном исполнении расположен год выпуска банкноты. В нижнем левом углу находится указание номинала цифрами (5000) и буквами, на английском языке (Five Thousand Syrian Pounds). Также номинал банкноты цифрами указан в правой части — вверху и внизу. В центре банкноты находится орёл, держащий в клюве оливковую ветвь — это барельеф из храма Баалшамина в Сирии.